# Josef Athias

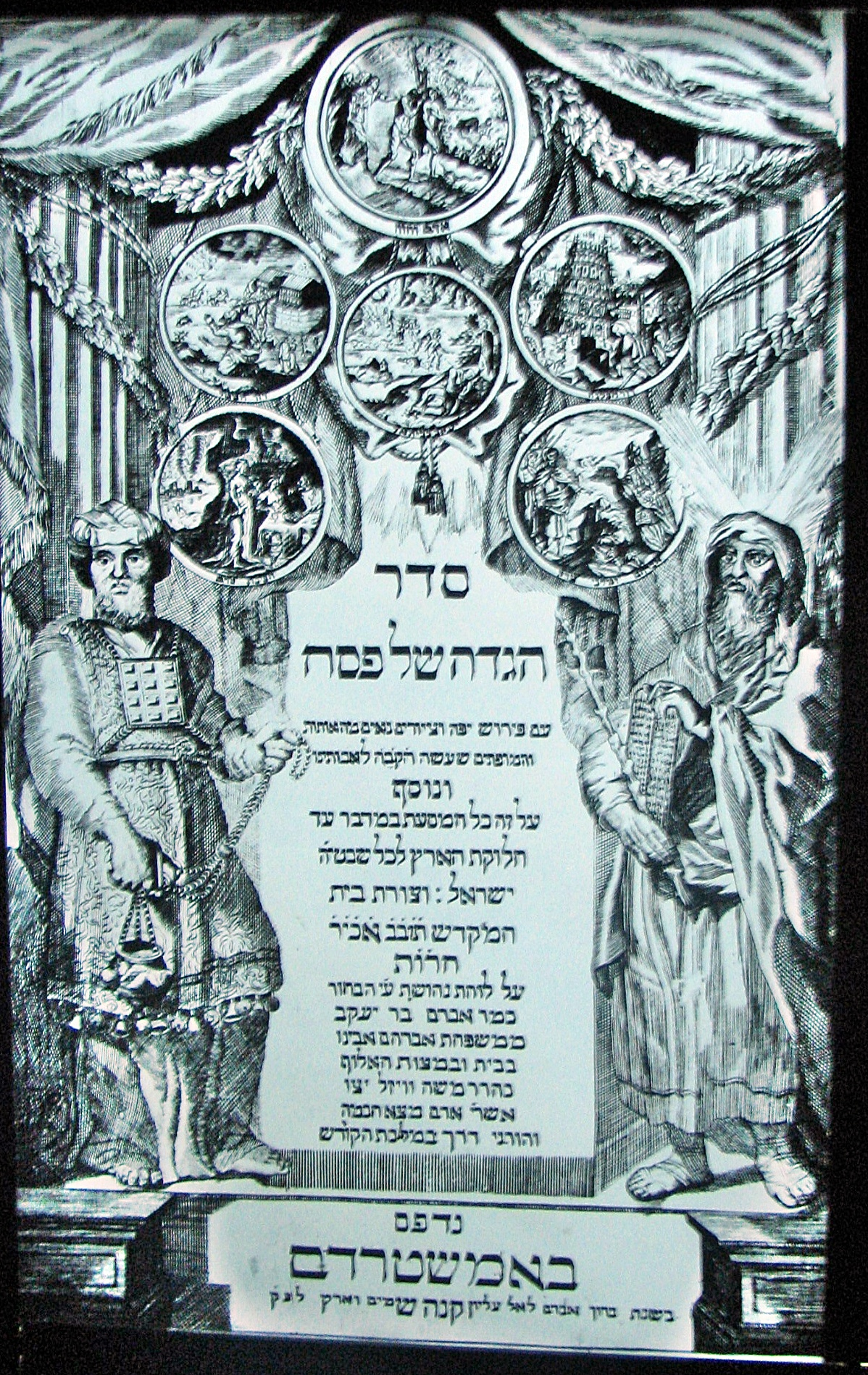
Titelblatt der von Athias 1667 gedruckten Hebräischen Bibel

Joseph Raphael de Abraham Athias oderJosef ben Abraham Athias, auch Jorge Mendes de Castro, hebräisch יוסף אטיאס (geboren um 1635; gestorben 12. Mai 1700 in Amsterdam) war ein sephardisch-jüdischer Drucker, Kaufmann und Herausgeber in Amsterdam. Er brachte unter anderem hebräische Bibel-Ausgaben (1661 und 1667) sowie eine jiddische Übersetzung davon heraus.

## Leben und Wirken
Joseph wurde wahrscheinlich in Córdoba als Sohn des Abraham de Castro Athias, auch „Mendes de Castro“ genannt, geboren. Ein Bruder des Vaters war der Rabbiner Isaac Athias. Einige Belegstellen deuten darauf hin, dass Joseph Athias zwischen 1648 und 1653 Mitglied der jüdischen Gemeinde in Recife gewesen war. In den späteren Jahren ließen sich er und sein Cousin Jacob (1631–1690) in Amsterdam nieder, nachdem die Portugiesen 1654 das niederländische Brasilien zurückerobert hatten. Sein erstes Buch, ein Gebetbuch nach sephardischem Ritus, erschien 1658.
In den Jahren 1661 und 1667 publizierte er zwei Ausgaben der hebräischen Bibel mit arabisch nummerierten Versen. Die zweite Ausgabe seiner Bibel war sorgfältiger vorbereitet als die erste, mit schöneren Schrifttypen und einer aufwendigeren grafischen Ausgestaltung versehen. Bis zum 19. Jahrhundert galt sie als eine der besten Bibeln auf Hebräisch, die es gab. Obwohl sorgfältig gedruckt, enthielt die Ausgabe einige Fehler bezüglich der hebräischen Vokalpunkte und Akzente.
Während der Zeit des Englisch-Niederländischer Krieg (1672–1674), den die Republik der Vereinigten Niederlande mit dem Königreich England führte, durfte Athias durfte keine Bücher nach England verkaufen. So wuchs seine finanzielle Verschuldung an. Athias hatte 11.000 unverkaufte englische Bibeln und 10.000 hebräische Kinder- und Gebetbücher, die er in einem Lagerhaus in Zuiderkerk aufbewahrte. Ab dem Jahre 1673 konnte er englische Bibeln verkaufen, die in der Folge offenbar außer Landes geschmuggelt wurden. Zum schnelleren Druck verbesserte er die Drucktechnik.
Im Jahre 1695 wurde sein Unternehmen insolvent, Athias versteckte sich mehrere Monate wegen seiner Schulden. Im Mai 1696 konnten er und sein Sohn sich mit den 22 Gläubigern einigen.
Athias veröffentlichte insgesamt 450 Werke, unter anderem die Megillot und Hafṭarot und eine jiddische Bibelübersetzung (1678), die sich nicht gut verkaufte.

## Familie
Athias war mit Isabella Duarte y de Pas verheiratet, ein gemeinsamer Sohn war Immanuel ben Joseph (Manuel) Athias.